# Tărcaia
Tărcaia là một xã thuộc hạt Bihor, România. Dân số thời điểm năm 2002 là 2144 người.